# 辐射尺蛾属
辐射尺蛾属（学名：Iotaphora）为尺蛾科的一个属。

## 下属物种
- 青辐射尺蛾 Iotaphora admirabilis (Oberthür, 1884)
- Iotaphora iridicolor (Butler, 1880)